# カリフォルニア州立大学
カリフォルニア州立大学（カリフォルニアしゅうりつだいがく、英語: California State University）は、アメリカ合衆国カリフォルニア州の州立大学である。ロサンゼルス郡ロングビーチに本部がある。23のキャンパスに分散した個々の大学の集合体という形態をとり、「カリフォルニア州立大学」という単一の大学ではない。略称はCSU、Cal State。1857年に設置された。

## 概要

### 沿革
1857年、カリフォルニア師範学校としてサンノゼに設立された（現在のサンノゼ州立大学である）。最も新しいキャンパスは2002年に設立されたカリフォルニア州立大学チャンネルアイランズ校で、カリフォルニア州全土に23のキャンパスを持つ米国最大級の大学群である。
カリフォルニア大学（UC）システムが研究機関的性格を持つのに対して、カリフォルニア州立大学（CSU）システムでは、設立経緯から州内初等・中等教育に従事する、教員の養成及びに専門職従事者の養成を主な教育目的とするが、近年では教育学博士号等、一部の博士課程もUCシステムとの協力により擁するようになった。

### 構成
CSUシステムは、カリフォルニア州高等教育制度を構成する3つのシステム（UCシステム、CSUシステム、カリフォルニア二年制大学（California Community Colleges、CCC）システム）の一つで、1960年に初めて採択された、カリフォルニア州高等教育制度基本指針（Master Plan for Higher Education）によれば、州内の全高等学校卒業生徒の内、上位3分の1を占める者、及び一定の要件を満たす二年制大学卒業生の受け入れをするとある。
州教育法、及び関連法によりシステム全体を統括する、理事会（Board of Trustees）並びに理事会に対して報告を行い、CSUシステムの最高経営責任者の任を負う、総長（Chancellor）がおかれている。理事会は25名のメンバー（24名と、投票権を持たない1名）からなる。州知事、州副知事（州上院議長）、州下院議長、州教育長、総長の5名は其々の職掌によって議席を得る。16名の理事は、州知事によって任命され州上院によって承認され8年間の任期を務める。このほか、州知事は同窓会（The CSU Statewide Alumni Council）の推薦に基づき1名、教授会（The Statewide Academic Senate）の推薦に基づき1名、それぞれ卒業生代表、教授代表理事を任命する。これら理事は、2年間の任期を有する。最後に、学生協会（California State Student Association）の推薦に基づき2名の学生を1名ずつ毎年任命する。学生代表理事は、2年の任期を有するが始め1年は投票権を持たない。ここで特筆すべきは、CSUシステムの最高意思決定機関である理事会において常に学生の代表が席を有し、他の理事らと同等の権能を有しているという点である。
理事会は、各大学の学長（President）の任命を行う。各学長は、其々のキャンパスの最高経営責任者である。また、総長以下　最高財務責任者、最高教務責任者（Chief Academic Officer）ら4名の上級執行役員など数多くの役職員が40万人の学生を擁する、世界でも類を見ない巨大な公教育機関の運営を担う。

### 予算、学費
CSUシステムの予算は大まかに分けて、毎年議会によって策定される高等教育予算及び、学生が納入する一般学費によって賄われている。例年、11月の定時理事会において次年度予算の見通しがなされ、州教育局及び知事との折衝を経て年明けの、州知事の予算教書に盛り込まれる。カリフォルニアの予算は、この後議会で審議が行われ、5月に知事が議会審議に基づき再提出をし、規定では6月末までに成立させるとあるが、長年に渡ってそれは行われていない。州財政の悪化により、最低予算額の取り決められていない高等教育予算は軒並み減額され、理事会側がそれを補うために、5月末になって学費の値上げを行なわれ、既に次年度分の学費を納入した学生が再度値上げ分の納入をするという事態も発生した。これは、大学経営側にとっては予算の見通しがつかなく財政上、非常に難しい局面に晒されることとなった。
2004年の春には、知事とUCシステム、CSUシステム其々の総長との間で協定が交わされ、3財政年度に渡る一定の学費値上げを行う代わりに、安定した予算を約束された。大学経営側にとっては、予算の見通しのつけ易いということで、安堵感が流れたものの、学生側としては鰻登りする学費と協定の不明朗さから反発が起こった。
一般学生の学費は年間2,500ドル程度に加え、キャンパス毎にことなるサービス費をあわせたものである。これは、州財源で賄われている分と比べて、実際の教育にかかる費用のおよそ4分の1をカバーしているものである。理事会ではこれを3分の1程度まで引き上げさせる長期学費増額が議論されているが、学生協会側との折衝は不調である。なお海外ならびに州外からの学生に関しては非納税者であるため年間の学費は現状でおよそ13,000ドルである。

## キャンパスと所在地
上から設立順
- サンノゼ州立大学（San Jose State University）、サンノゼ
- カリフォルニア州立大学チコ校（英語版）（California State University, Chico）、チコ
- サンディエゴ州立大学（San Diego State University）、サンディエゴ
- サンフランシスコ州立大学（San Francisco State University）、サンフランシスコ
- カリフォルニア・ポリテクニック州立大学サンルイスオビスポ校（California Polytechnic State University, San Luis Obispo）、サンルイスオビスポ
- カリフォルニア州立大学フレズノ校（California State University, Fresno）、フレズノ
- カリフォルニア州立ポリテクニック大学ハンボルト校（英語版）（California State Polytechnic University, Humboldt）、アーケータ
- カリフォルニア海事大学（California Maritime Academy）、ヴァレーホ
- カリフォルニア州立ポリテクニック大学ポモナ校（英語版）（California State Polytechnic University, Pomona）、ポモナ
- カリフォルニア州立大学ロサンゼルス校（英語版）（California State University, Los Angeles）、ロサンゼルス
- カリフォルニア州立大学サクラメント校（英語版）（California State University, Sacramento）、サクラメント
- カリフォルニア州立大学ロングビーチ校（California State University, Long Beach）、ロングビーチ
- カリフォルニア州立大学イーストベイ校（英語版）（California State University, East Bay）、ヘイワード
- カリフォルニア州立大学フラトン校（California State University, Fullerton）、フラトン
- カリフォルニア州立大学ノースリッジ校（California State University, Northridge）、ロサンゼルス
- カリフォルニア州立大学スタニスラウス校（英語版）（California State University, Stanislaus）、ターロック
- カリフォルニア州立大学ドミンゲスヒルズ校（英語版）（California State University, Dominguez Hills）、カーソン
- ソノマ州立大学（英語版）（Sonoma State University）、ロナートパーク
- カリフォルニア州立大学サンバーナーディーノ校（英語版）（California State University, San Bernardino）、サンバーナーディノ
- カリフォルニア州立大学ベーカーズフィールド校（英語版）（California State University, Bakersfield）、ベーカーズフィールド
- カリフォルニア州立大学サンマルコス校（英語版）（California State University, San Marcos）、サンマルコス
- カリフォルニア州立大学モントレーベイ校（英語版）（California State University, Monterey Bay）、シーサイド
- カリフォルニア州立大学チャンネルアイランズ校（英語版）（California State University, Channel Islands）、カマリロ

## 出身者
- 土持・ゲーリー・法一 - 京都情報大学院大学副学長
- 早川久美子 - 衆議院議員- サクラメント校
- 原田隆之 - 筑波大学教授 ロサンゼルス校
- スティーヴン・スピルバーグ - 映画監督 ロングビーチ校
- リチャード・カーペンター - ミュージシャン ロングビーチ校
- ジョン・ベティス - 作詞家 ロングビーチ校
- 生島ヒロシ - アナウンサー ロングビーチ校
- ジュリエット・アンダーソン - 映画女優 ロングビーチ校
- 大森敬仁 - テレビドラマ・映画プロデューサー ロングビーチ校
- タンク・アボット - 総合格闘家 ロングビーチ校
- 黒川春樹 - プロ野球コーチ ロングビーチ校
- TJ・ディラショー - 総合格闘家 フラトン校
- ナム・ファン - 総合格闘家 フラトン校
- イアン・マーフィー - 総合格闘家 フラトン校
- 佐藤賢太郎 - 作曲家 ノースリッジ校
- チャド・メンデス - 総合格闘家 ポモナ校
- ブランドン・ホールジー - 総合格闘家 ベーカーズフィールド校
- ティト・オーティズ - 総合格闘家 ベーカーズフィールド校
- アーロン・ジャッジ - メジャーリーガー フレズノ校